# 아이작 헐
아이작 헐(Isaac Hull, 1773년 3월 9일 – 1843년 2월 13일)은 미국 해군 사령관이었다. 그는 유사전쟁과 바르바리 전쟁 그리고 1812년 전쟁을 경험한 USS 컨스티튜션을 포함하여 여러 척의 유명한 해군함을 지휘했다. 말년에는 워싱턴 해군 건조창의 사령을 맡았고, 이후 지중해 전대를 맡기도 했다.

## 어린 시절
아이작 헐은 코네티컷주 더비에서 1773년 3월 9일 태어났다.(어떤 자료에서는 현재의 코네티컷 쉘턴의 옛지명 헌팅턴에서 태어났다고도 함) 어린 나이에 아버지 조셉이 근무하고 있던 지방 해병에 입대를 했고, 서인도 제도로 장기 항해를 했다. 아버지가 죽은 후 여전히 어렸던 그는, 미국 독립 전쟁의 참전 용사인 삼촌 윌리엄 헐의 집에 입양이 되었다.
1790년대 중반에, 젊은 헐은 여러 상선의 선장을 맡았으며, 일부는 프랑스 사략선에 빼앗기기도 하였다.

## 해군
1798년 새로 창설된 미국 해군에서 중위로 임무를 맡았으며, 다음 2년 후 내내 프랑스와 유사전쟁에서 프리깃 컨스티튜션 호를 타고 두각을 나타내었다.

### 제1차 바르바리 전쟁
1802년 바버리 국가들과 갈등이 불거지자, 그는 프리깃 USS 애덤스(USS Adams)의 갑판장으로 지중해에 파견되었다. 헐은 이후 스쿠너 엔터프라이즈 호와 브리그 아르고스 호를 지휘했으며 1804년에는 선임사령(Master Commandant)로 진급했고, 1806년에는 대위로 진급했다. 이후 몇 년 동안, 그는 건보트 조선을 감독했고, 1809년과 1810년에는 프리깃 체사피크 호와 프레지던트 호 그리고 컨스티튜션 호를 이어 받았다.
콘스티튜션 함장으로 헐은 파란만장한 시간을 보냈다. 1811년부터 12년에 걸쳐 유럽을 순항했고, 미영 전쟁이 시작되기 직전에 귀국했다. 영국 함대는 7월에 동해안에서 콘스티튜션을 추격했지만, 헐은 교묘하게 그들을 따돌렸다. 1812년 8월 19일 컨스티튜션 호는 영국의 프리깃 HMS 게리에르(HMS Guerriere)와 조우하여 이 배를 격파하고, 작은 미국 해군이 영국 해군 에 충분히 위험한 상대임을 증명했다. 미영 전쟁의 남은 기간 동안 헐은 워싱턴 DC에서 단기간 해군 평의위원회의 위원을 역임한 후 보스턴 해군 조선소의 사령관이 되었다. 1823년부터 27년에 걸쳐 그는 태평양 전대의 지휘관으로서 남미 연안에서 활동했다. 1829년부터 35년까지 워싱턴 해군 조선소의 사령관 직을 맡았고, 39년부터 41년까지 지중해 전대를 지휘했다.
아이작 헐 사령관은 쇠약과 건강 문제로 임무를 떠나 2년 후인 1843년에 펜실베이니아주 필라델피아에서 사망했다.

## 명예
미국 해군은 아이작 헐의 명예를 기리기 위해 5척의 함선에 그의 이름을 붙였다.
- USS 코모도어 헐(USS Commodore Hull; 1862년 ~ 1865년)
- USS 헐(USS Hull; 7번 구축함)
- USS 헐 (DD-330)
- USS 헐 (DD-350)
- USS 헐 (DD-945)

더비와 쉘턴 사이를 흐르는 휴스토닉 강위로 놓여진 아이작 헐 사령관 기념교(The Commodore Isaac Hull Memorial Bridge)도 그의 이름을 딴 것이다.
앨라배마주 몽고메리에 있는 '헐 스트리트'도 그렇게 이름지어졌다. 재미있게도 평행하게 있는 거리 명칭은 바버리 전쟁과 1812년 전쟁 영웅의 이름을 땄다. 스티븐 디케이터의 이름을 딴 디케이트 스트리트, 토머스 맥도너의 이름을 딴 맥도너 스트리트, 제임스 로런스의 이름을 딴 로런스 스트리트, 윌리엄 베인브리지의 이름을 딴 베인브리지 스트리트 그리고 올리버 해저드 페리의 이름을 딴 페리 스트리트가 평행하게 이름지어져 있다.